# Albiez-Montrond
Albiez-Montrond est une commune française située dans le département de la Savoie, en région Auvergne-Rhône-Alpes.
La commune accueille par ailleurs sur son territoire la station de sports d'hiver du même nom.

## Géographie

### Situation
Albiez-Montrond est un village situé entre 1 550 mètres et 2 200 mètres d'altitude et voisine des communes d'Albiez-le-Jeune et de Fontcouverte-la-Toussuire, Albiez-Montrond fait partie du massif « Arvan-Villards », espace des Sybelles.
Village situé sur un plateau ouvert, entouré de hauts sommets à fort dénivelé. Albiez se compose d'une douzaine de villages ou hameaux répartis entre 753 mètres d'altitude et 1 595 mètres : Le Plan ou chef-lieu, la Cochette ; le Collet-d'en-Haut ; le Collet-d'en-bas, la Colonne et Carreley, le Fregny ou Freigny, Gevoudaz (753 mètres), le Mollard (1 595 mètres), La Saussaz, la Villette sur Albiez-le-Vieux, et La Ville (anciennement le chef-lieu) ; le Chalmieux ; le Gouthier ; les Rieux sur Montrond.

### Communes limitrophes
La commune située dans la vallée des Arves surplombe Saint-Jean-de-Maurienne, distante de 16 km.
| Fontcouverte-la-Toussuire |                 | Albiez-le-Jeune |
|                           | Albiez-Montrond |                 |
| Saint-Jean-d'Arves        |                 | Valloire        |

### Superficie et altitude
L'altitude de la commune est donnée dans le tableau ci-dessous :
|                       | Albiez-Montrond | Saint-Jean-de-Maurienne | Chambéry   |
| --------------------- | --------------- | ----------------------- | ---------- |
| Altitude minimale     | 738 mètres      | 489 mètres              | 245 mètres |
| Altitude maximale     | 3 320 mètres    | 1 200 mètres            | 560 mètres |
| Altitude moyenne      | 2 029 mètres    | 845 mètres              | 403 mètres |
| Altitude de la mairie | 1 520 mètres    | 563 mètres              | 271 mètres |

### Hydrographie
La rivière de l'Arvan coule en contrebas de la commune.

### Climat
Pour des articles plus généraux, voir Climat d'Auvergne-Rhône-Alpes et Climat de la Savoie.
En 2010, le climat de la commune est de type climat de montagne, selon une étude du Centre national de la recherche scientifique s'appuyant sur une série de données couvrant la période 1971-2000. En 2020, Météo-France publie une typologie des climats de la France métropolitaine dans laquelle la commune est exposée à un climat de montagne ou de marges de montagne et est dans la région climatique Alpes du nord, caractérisée par une pluviométrie annuelle de 1 200 à 1 500 mm, irrégulièrement répartie en été.
Pour la période 1971-2000, la température annuelle moyenne est de 6,7 °C, avec une amplitude thermique annuelle de 15,4 °C. Le cumul annuel moyen de précipitations est de 1 027 mm, avec 8,6 jours de précipitations en janvier et 8,2 jours en juillet. Pour la période 1991-2020, la température moyenne annuelle observée sur la station météorologique installée sur la commune est de 6,6 °C et le cumul annuel moyen de précipitations est de 955,9 mm,. Pour l'avenir, les paramètres climatiques de la commune estimés pour 2050 selon différents scénarios d'émission de gaz à effet de serre sont consultables sur un site dédié publié par Météo-France en novembre 2022.
| Mois                                  | jan.             | fév.           | mars           | avril            | mai           | juin          | jui.          | août           | sep.          | oct.          | nov.             | déc.           | année      |
| ------------------------------------- | ---------------- | -------------- | -------------- | ---------------- | ------------- | ------------- | ------------- | -------------- | ------------- | ------------- | ---------------- | -------------- | ---------- |
| Température minimale moyenne (°C)     | −5,1             | −5,4           | −2,6           | 0,8              | 4,6           | 7,7           | 9,6           | 9,9            | 6,5           | 3,5           | −1,1             | −4             | 2          |
| Température moyenne (°C)              | −1               | −0,7           | 2,4            | 5,4              | 9,3           | 12,8          | 14,9          | 14,8           | 11            | 7,8           | 2,8              | −0,3           | 6,6        |
| Température maximale moyenne (°C)     | 3,1              | 4              | 7,4            | 10,1             | 14            | 17,9          | 20,2          | 19,7           | 15,4          | 12,1          | 6,8              | 3,5            | 11,2       |
| Record de froid (°C) date du record   | −19,2 31.01.1999 | −22,6 05.02.12 | −17,9 01.03.05 | −11,2 14.04.1998 | −5,4 06.05.19 | −3,5 01.06.06 | 0,5 13.07.00  | 0,1 31.08.1995 | −5 27.09.20   | −9,8 29.10.12 | −14,6 21.11.1998 | −17,5 20.12.09 | −22,6 2012 |
| Record de chaleur (°C) date du record | 13,8 01.01.22    | 16,9 16.02.20  | 18,7 31.03.21  | 21,5 27.04.12    | 26,8 22.05.22 | 31 27.06.19   | 32,1 07.07.15 | 30,1 01.08.17  | 24,9 06.09.22 | 25,3 07.10.09 | 20 12.11.15      | 16 13.12.1994  | 32,1 2015  |
| Précipitations (mm)                   | 85,5             | 66,1           | 69,3           | 71,3             | 91,2          | 76,1          | 72,1          | 77,3           | 73,3          | 81,3          | 97,1             | 95,3           | 955,9      |

## Urbanisme

### Typologie
Au 1er janvier 2024, Albiez-Montrond est catégorisée commune rurale à habitat très dispersé, selon la nouvelle grille communale de densité à sept niveaux définie par l'Insee en 2022.
Elle est située hors unité urbaine et hors attraction des villes,.

### Occupation des sols
L'occupation des sols de la commune, telle qu'elle ressort de la base de données européenne d’occupation biophysique des sols Corine Land Cover (CLC), est marquée par l'importance des forêts et milieux semi-naturels (87 % en 2018), en augmentation par rapport à 1990 (80,3 %). La répartition détaillée en 2018 est la suivante : 
milieux à végétation arbustive et/ou herbacée (47,3 %), espaces ouverts, sans ou avec peu de végétation (23,9 %), forêts (15,8 %), zones agricoles hétérogènes (8,2 %), prairies (4 %), zones urbanisées (0,7 %).
L'IGN met par ailleurs à disposition un outil en ligne permettant de comparer l’évolution dans le temps de l’occupation des sols de la commune (ou de territoires à des échelles différentes). Plusieurs époques sont accessibles sous forme de cartes ou photos aériennes : la carte de Cassini (XVIIIe siècle), la carte d'état-major (1820-1866) et la période actuelle (1950 à aujourd'hui).

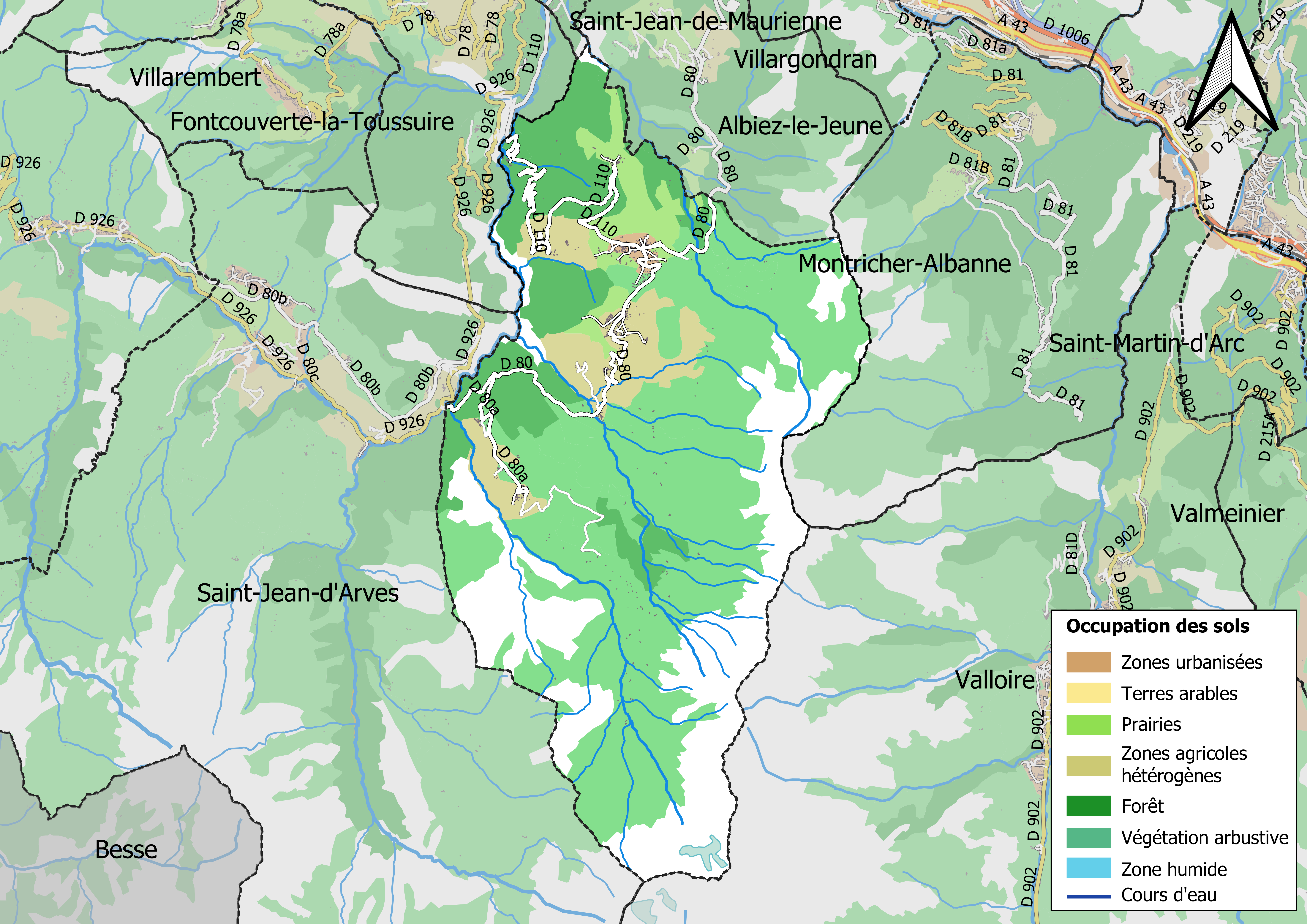
Carte des infrastructures et de l'occupation des sols en 2018 (CLC) de la commune.
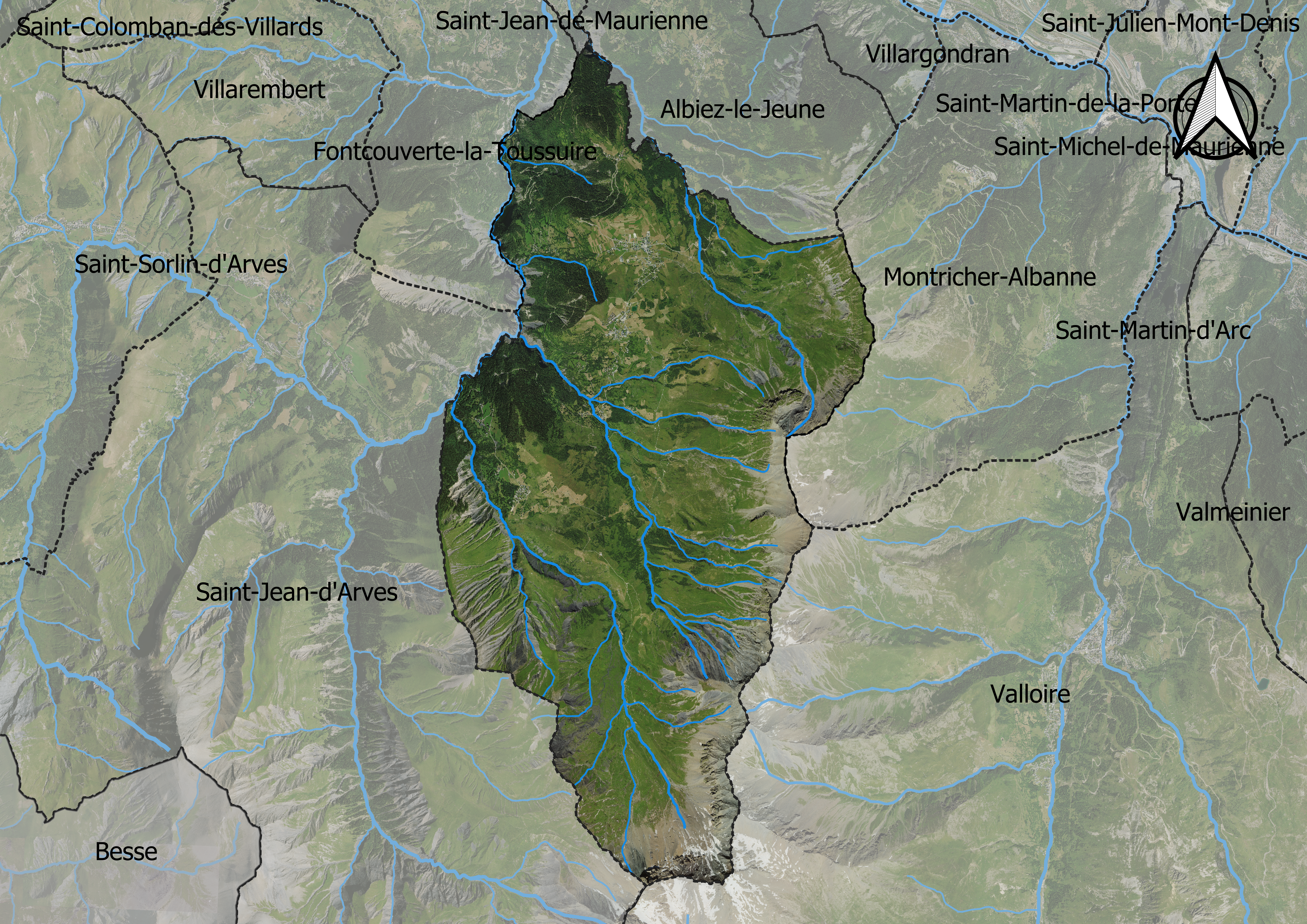
Carte orthophotogrammétrique de la commune.

## Toponymie

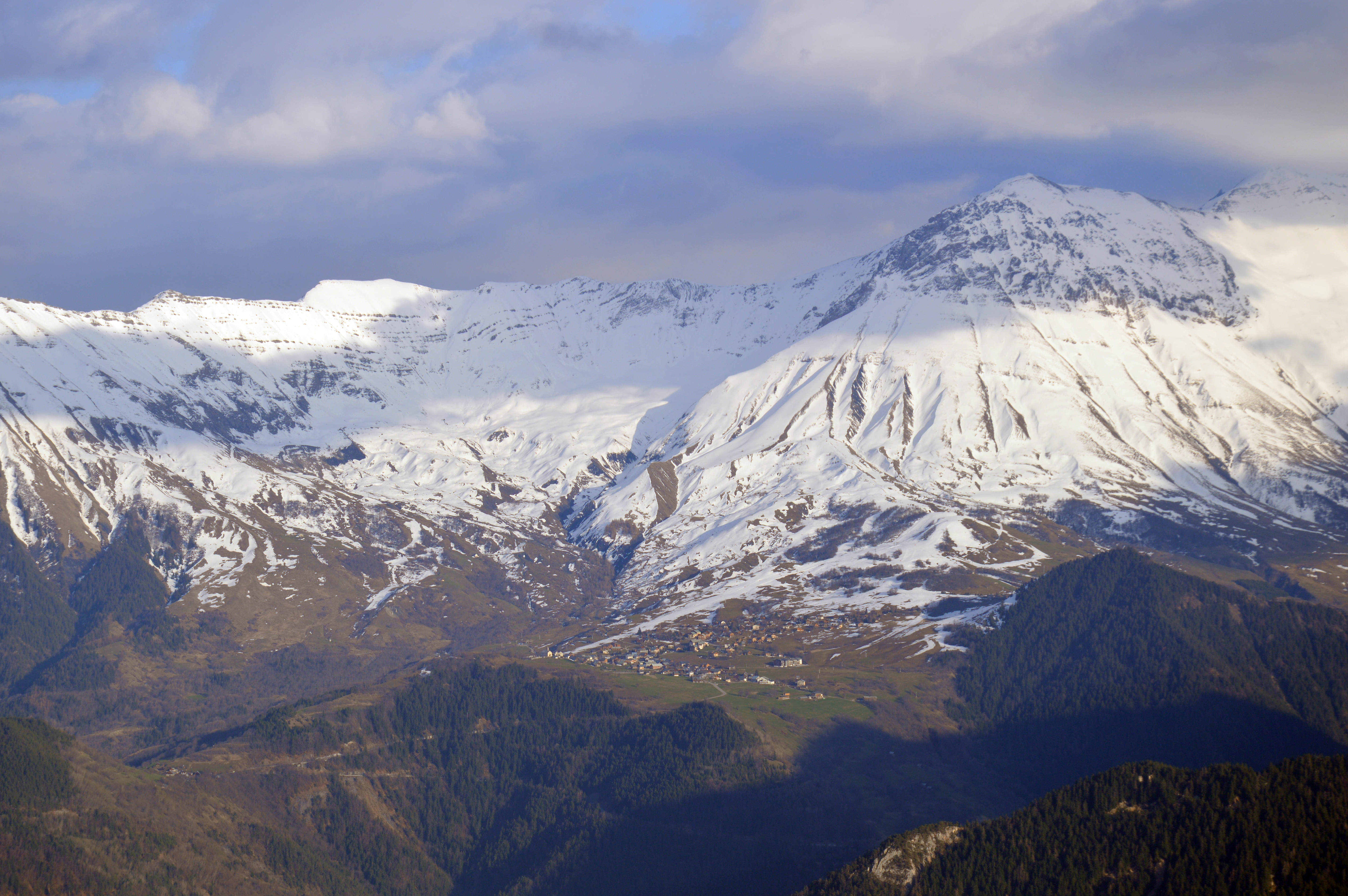
Vue d'Albiez-le-Vieux depuis La Toussuire.

Albiez-Montrond est un toponyme composé de l'ancienne commune d'Albiez-le-Vieux et de celle de Montrond, à la suite de la fusion mise en place par arrêté préfectoral le 20 septembre 1972 (publié au J.O. le 14 octobre 1972),.
Albiez-le-Vieux est mentionnée dans l'histoire sous les formes In Albieys vetulum (1040), de Albiaco veteri (1303), Arbié le Vieux (1557) ou encore Albié le Vieux (1793),. Il dérive de Albiez qui rencontre dès 739 sous la forme Colonica in Albiadis, dans les cartulaires de l'église-cathédrale de Grenoble, dit cartulaire de saint Hugues. Le toponyme semble dériver du nom d'un domaine gallo-romain Albiacum.
La séparation des deux paroisses Albiez-le-Vieux et Albiez-le-Jeune. En 1184, un document mentionne Ecclesias de duobus Albiacis.
Le toponyme Montrond se trouve dès 1038 avec la forme Monte Rotundo, puis plus tard à la fin du XVIIe siècle Montrion et on trouve en 1730 la forme actuelle Montrond. Il dérive de Mont riond — riond désigne une forme irrégulière — et trouve son origine dans la forme latine mons rotondus, « le mont arrondi »,. Au niveau local, on utilise la forme Mont riond.
En francoprovençal ou arpitan savoyard, le nom de la commune s'écrit Arbié-lo-Vielyo et se prononce « Arbyié lo Vieuye » (retranscrit selon la graphie semi-phonétique de Conflans).

## Histoire
L'occupation humaine s'est faite depuis la période prèhistorique comme l'attestent certains vestiges retrouvés notamment au Plan.
La bulle pontificale de Lucius III, de l'année 1184, confirme la juridiction épiscopale de Maurienne sur dix-sept paroisses dont Albiez-le-Vieux et Montrond.
Le couteau Opinel a été inventé par Joseph Opinel (1872-1960) en 1890, alors qu'il avait 18 ans, à Gevoudaz, hameau d’Albiez-le-Vieux.

## Politique et administration

### Liste des maires
| Période       | Période                 | Identité              | Étiquette | Qualité |
| ------------- | ----------------------- | --------------------- | --------- | ------- |
| vers 1860     | ?                       | Jean Louis Constantin |           |         |
| vers 1880     | ?                       | Cyrille Bizel-Caton   |           |         |
| avant 1981    | ?                       | Emmanuel Dufréney     |           |         |
| 1995          | mars 2014               | Bernard Pellicier     | SE        |         |
| mars 2014     | novembre 2024           | Jean Didier           |           |         |
| décembre 2024 | En cours (au mars 2025) | Alain Mollaret        |           |         |

## Population et société

### Démographie
Les habitants de la commune sont appelés les Albiens et les habitantes les Albienches.
L'évolution du nombre d'habitants est connue à travers les recensements de la population effectués dans la commune depuis 1793. Pour les communes de moins de 10 000 habitants, une enquête de recensement portant sur toute la population est réalisée tous les cinq ans, les populations de référence des années intermédiaires étant quant à elles estimées par interpolation ou extrapolation. Pour la commune, le premier recensement exhaustif entrant dans le cadre du nouveau dispositif a été réalisé en 2004.

En 2022, la commune comptait 366 habitants, en évolution de −3,94 % par rapport à 2016 (Savoie : +3,63 %, France hors Mayotte : +2,11 %).
| 1793 | 1800  | 1806  | 1822 | 1838 | 1848 | 1858 | 1861 | 1866 |
| ---- | ----- | ----- | ---- | ---- | ---- | ---- | ---- | ---- |
| 912  | 1 000 | 1 044 | 917  | 930  | 974  | 763  | 852  | 843  |

| 1872 | 1876 | 1881 | 1886 | 1891 | 1896 | 1901 | 1906 | 1911 |
| ---- | ---- | ---- | ---- | ---- | ---- | ---- | ---- | ---- |
| 803  | 821  | 802  | 829  | 818  | 831  | 800  | 791  | 720  |

| 1921 | 1926 | 1931 | 1936 | 1946 | 1954 | 1962 | 1968 | 1975 |
| ---- | ---- | ---- | ---- | ---- | ---- | ---- | ---- | ---- |
| 623  | 600  | 584  | 524  | 468  | 388  | 348  | 295  | 349  |

| 1982 | 1990 | 1999 | 2004 | 2006 | 2009 | 2014 | 2019 | 2022 |
| ---- | ---- | ---- | ---- | ---- | ---- | ---- | ---- | ---- |
| 319  | 301  | 382  | 357  | 351  | 383  | 386  | 365  | 366  |

### Enseignement
La commune est rattachée à l'académie de Grenoble.

### Sports
En cyclisme, Albiez-Montrond fut à l'arrivée de la 9e et dernière étape du Tour de l'Avenir 2017. La montée fut classée en première catégorie et Pavel Sivakov remportait cette étape tandis qu' Egan Bernal conservait son maillot jaune.

## Économie

### Tourisme

#### Tourisme estival
Albiez bénéficie des labels Station verte et Famille Plus. Ces villages authentiques de montagne permettent diverses activités pour les familles : 
- Randonnées (cheminées de fées, chalets d'alpage, au pied des Aiguilles d'Arves, ruisseaux...)
- Découverte du patrimoine local
- Centre équestre
- Terrain de BMX
- Lac Savard (plan d'eau avec pataugeoire, module gonflable et jeu pour enfants)
- Escalade
- Bibliothèque
- Cinéma

#### Station de sports d'hiver
Albiez est un domaine skiable, de type familial, qui culmine à 2 200 m d'altitude. Il compte 67 hectares de pistes alpines, 18 remontées mécaniques, fils neiges et tapis roulant pour les débutants, ainsi qu'un domaine nordique.
La station a obtenu plusieurs labels « Famille Plus Montagne » ; « Station village » et « Nouvelles glisses ». En 2017, la commune est labellisée « Station verte ».
En 2014, la capacité d'accueil de la commune et station, estimée par l'organisme Savoie Mont Blanc, est de 5 593 lits touristiques répartis dans 780 établissements. Les hébergements se répartissent comme suit : 236 meublés ; 2 résidences de tourisme ; 5 centres ou villages de vacances/auberges de jeunesse ; 2 refuges ou gîtes d'étape et 2 chambres d'hôtes.

## Culture locale et patrimoine

Vue panoramique de la commune d'Albiez-Montrond.

### Lieux et monuments

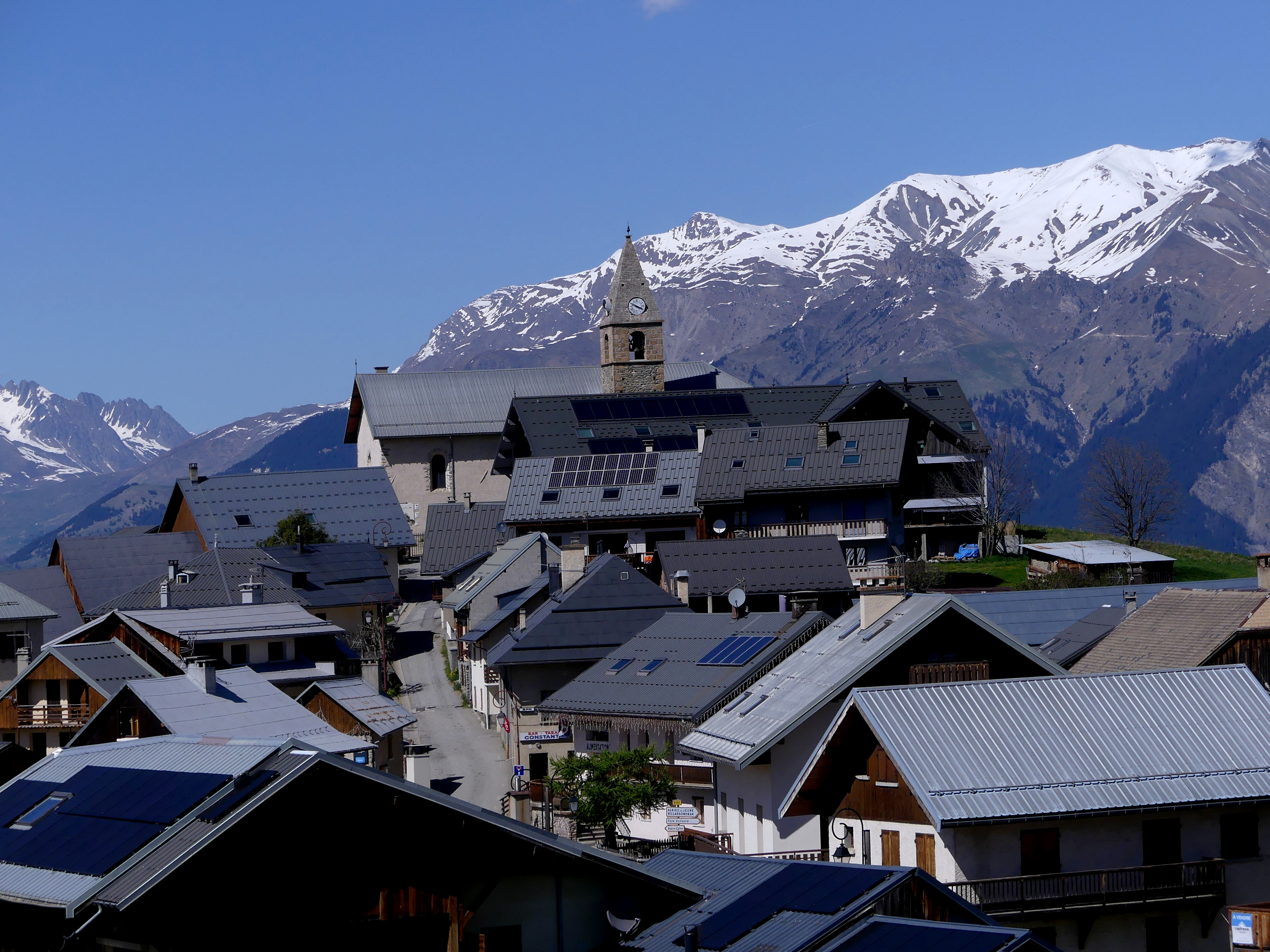
Le village d'Albiez-Montrond au printemps.

#### Édifices religieux
- Église située au chef-lieu du village : église Saint-Michel.
- Chapelles du Baroque : dans chaque hameau du village.

### Patrimoine Naturel
- Les Aiguilles d'Arves : une curiosité géologique constituée de 3 hauts sommets. Le premier ressemble à une tête de chat. Les deux autres sont sensiblement identiques et culminent à la même altitude, à un mètre près !
- Curiosités naturelles : cheminées de fées, demoiselles coiffées et pierre à cupules.

### Activités touristiques
- Domaine skiable
- Éco-musée au Mollard (haut du village).
- Plan d'eau avec baignade surveillée (Lac Savard).
- Espaces verts : terrains de jeux, espaces pique-niques, jeux enfants.

### Manifestations et évènements
- Festivals : La gourmandise Savoyarde : les Savoyardises. Festival des Contes et Légendes de Montagne. Le Festival Celtique. Voir la programmation sur le site de l'Office de Tourisme des Albiez.
- Manifestations sportives : courses VTT et cyclo.

### Gastronomie
Production de fromage Beaufort, AOC.

### Personnalités liées à la commune
- Architecte autodidacte Théodore Fivel (1828-1894), natif[26].
- Joseph Opinel : taillandier, créateur du couteau Opinel vers 1900[27].